# 우장춘의 삼각형
우장춘의 삼각형은 십자화속 식물의 진화과정과 관계를 설명하는 이론이다.
꼭짓점에 해당하는 종은 이배체로, 세포 하나에 같은 염색체가 한 쌍이 있다. n은 염색체의 수이다. 예를 들어 브라시카 라파(Brassica rapa)는 세포 하나에 10개짜리 염색체가 한 쌍이 있으므로, 모두 20개의 염색체가 있다.
|    |      | 학명                                   | 속명과 재배종                          |
| -- | ---- | -------------------------------------- | -------------------------------------- |
| AA | n=10 | 브라시카 라파(Brassica rapa)           | 배추, 순무 등.                         |
| BB | n=8  | 브라시카 니그라(Brassica nigra)        | 흑겨자                                 |
| CC | n=9  | 브라시카 올레라케아(Brassica oleracea) | 브로콜리, 양배추, 케일, 콜리플라워 등. |

이 세 개의 종 사이에 자연적인 교배가 일어나 새로운 종이 만들어졌다는 것을 알 수 있다. 다음 십자화속의 종은 두 조상의 염색체를 모두 지니고 있는 사배체이다.
|      |      | 학명                                 | 속명과 재배종   |
| ---- | ---- | ------------------------------------ | --------------- |
| AABB | n=18 | 브라시카 윤케아(Brassica juncea)     | 갓 등.          |
| AACC | n=19 | 브라시카 나푸스(Brassica napus)      | 유채 등.        |
| BBCC | n=17 | 브라시카 카리나타(Brassica carinata) | 에티오피아겨자. |

## 같이 보기
- 잡종